# Yang Xinhai (seriemoordernaar)
Yang Xinhai (Chinees: 杨新海) (Zhumadian, 17 juli 1968 – Luohe, 14 februari 2004) was een Chinees seriemoordenaar. Hij werd in 2004 schuldig bevonden aan 67 moorden en 23 verkrachtingen in de periode van 1999 tot en met 2003, die hij op twee moorden na allemaal bekend had. De media gaven hem de bijnaam Monster Killer. Yang Xinhai werd ook Wang Ganggang, Yang Zhiya en Yang Liu genoemd.

## Misdaden
Yang was in zijn jeugd een introverte jongen, die op zijn zeventiende stopte met school, in 1985. Hij begon China rond te trekken en liet zich inhuren voor verschillende werkzaamheden. Hij werd in 1988 en 1991 veroordeeld tot tijd in een werkkamp vanwege diefstallen en in 1996 tot vijf jaar gevangenisstraf voor poging tot verkrachting. In 1999 kwam hij vrij, waarop hij tot en met 2003 gewelddadigheden pleegde in Anhui, Hebei, Henan end Shandong.
Yang drong 's nachts huizen binnen en vermoordde doorgaans iedereen die hij vervolgens kon vinden, of probeerde dat. Daarvoor gebruikte hij bijlen, hamers en schoppen. Hij deed zichzelf de das om door zich verdacht te gedragen toen politieagenten een routine-inspectie uitvoerden in een uitgaansgebied in Cangzhou. De agenten namen hem mee voor nadere ondervraging, waarop ze erachter kwamen dat Yang in vier provincies gezocht werd voor moord. Vlak na zijn arrestatie bekende hij 65 moorden, 23 verkrachtingen en vijf gevallen van ernstige geweldpleging. Zijn DNA kwam bovendien overeen met dat gevonden op verscheidene plaatsen delict.
Yang werd ter dood gebracht door middel van een kogel in zijn achterhoofd.